# Rivignano Teor
Rivignano Teor (im furlanischen Dialekt: Rivignan Teôr) ist eine nordostitalienische Gemeinde (comune) mit 6250 Einwohnern (Stand 31. Dezember 2023) in der Region Friaul-Julisch Venetien.

## Ortsteile
- Ariis (mit der Villa Ottelio-Savorgnan)
- Flambruzzo (mit der Villa Badoglio)
- Rivignano (Verwaltungssitz mit Kirche der Heiligen Maria vom Rosenkranz)
- Sella
- Sivigliano (mit Kirche aus dem 16. Jahrhundert)
- Teor
- Campomolle
- Driolassa
- Chiarmacis
- Rivarotta

## Geschichte
Rivignano schloss sich am 1. Januar 2014 mit der Gemeinde Teor zur neuen Gemeinde Rivignano Teor zusammen.